# Hominini
Хоминини (лат. Hominini) су таксономско племе потпородице Homininae, које укључује род Homo (људи и праљуди), али искључује род Gorilla (гориле). До 2019. није успостављена сагласност по питању укључивања рода Pan (шимпанзе) у племе Hominini. Ово питање је уско повезано са сложеним процесом специјације који повезује људе и шимпанзе и развојем бипедализма код праљуди.

## Таксономија
Племе је првобитно увео Греј (1824), много пре него што су биле познате појединости о специјацији родова Pan и Homo. Према Грејевој дефиницији племена Хоминини, оно укључује родове Pan и Homo. Ову дефиницију су поштовали Ман и Вајс (1996) у свом предлогу класификације овог племена, према коме се Хоминини деле на три потплемена, Panina (шимпанзе), Hominina (људи и праљуди из рода Homo) и Australopithecina (који садржи неколико изумрлих родова праљуди).
Супротан став је заузео Делсон (1977), према њему, племе Хоминини не укључује род Pan. Већ оно чини посебно племе Panini.
Мањина научника укључује род Gorilla у племе Хоминини и врсте рода Pan у род Homo (Гудман и сарадници, 1998), или врсте родова Pan и Gorilla у род Homo (Вотсон и сарадници, 2001).

## Еволуциона историја
Родови Sahelanthropus и Orrorin су постојали у време када је процењено да су се преци шимпанзи и људи одвојили једни од других, пре око осам до четири милиона година (Mya). Откривено је врло мало примерака фосила који се могу сматрати прецима рода Pan. Тек недавно, 2005. објављено је откриће фосила шимпанзе у Кенији. Међутим, процењено је да је старост овог фосила релативно мала - између 545 и 284 хиљада година. Према мишљењу Патерсона и сарадника, чини се да је одвајање „прачовека” или „праљудске” лозе од шимпанзе процес сложене специјације - хибридизације, а не чисте поделе, овај процес се одвијао у периоду између 13 милиона година (што је приближно једнако старости самог племена Хоминини) и 4 милиона година. Изгледа да су разлике између различитих хромозома настале у различито време, а хибридизација између две лозе била је распрострањена и одвијала се у периоду од 6,3 до 5,4 Mya (према Патерсону и сарадницима, 2006). Према једној од хипотеза ове истраживачке групе, до последње хибридизације дошло је релативно касно, ова хипотеза заснована је у великој мери на сличности X хромозома код праљуди и раних шимпанзи, што сугерише да је до коначног раздвајања дошло релативно недавно, пре 4 Mya. Вејкли (2008) је одбацио ту хипотезу; Он је предложио алтернативно објашњење, укључујући притисак селекције на X хромозом у предачким популацијама, пре постојања последњег заједничког претка људи и шимпанзи. Према налазима већине ДНК студија људи и шимпанзе деле 99% свог ДНК, међутим према једној студији тај проценат је мањи и износи само 94%, при чему је део од 6% ДНК који се разликује присутан код некодирајуће ДНК. Највероватније је да су аустралопитецини, који датирају од 3 до 4,4 Mya, еволуирали у најраније припаднике рода Homo. Откриће фосила врсте Orrorin tugenensis 2002. за ког је процењено да је постојао пре 6,2 Mya, на кратко је довело у питање кључне елементе те хипотезе, јер је сугерисало да род Homo заправо није настао од аустралопитецина. За родове Paranthropus, Ardipithecus и Australopithecus, постоји широко прихваћено мишљење да су преци и блиско сродни роду Homo; за друге, посебно старије родове, укључујући и Sahelanthropus и Orrorin, не постоји јединствено мишљење, према једној групи научника и од ових родова потиче род Homo, коме су и и ближе сродни него другим приматима, док према другим научницима то није случај (нпр. ови родови би могли бити преци рода Pan).